# Roman Kofman
Roman Isaakowytsch Kofman (ukrainisch Роман Ісаакович Кофман; * 15. Juni 1936 in Kiew, Ukraine) ist ein ukrainischer Dirigent. Seit 1990 ist er künstlerischer Leiter und Chefdirigent des Kiew Chamber Orchestra. In den Jahren 2003 bis 2008 arbeitete er als Generalmusikdirektor im Beethoven Orchester Bonn. Kofman ist Träger des Verdienstordens der Bundesrepublik Deutschland (2008) und Preisträger des Preises ECHO Klassik (2007).

## Leben und Wirken
Roman Kofman studierte an der Nationalen Musikakademie der Ukraine bei Michael Kanerschtein. Ab 1963 arbeitete er als Konzertmeister im Kyiv Chamber Orchestra. Seit 1990 ist er künstlerischer Leiter und Chefdirigent des Kyiv Chamber Orchestra, das in dieser Zeit zu einem Ensemble der Weltspitze wurde. Zu Beginn der 1990er Jahre gründete er das National Philharmonic Orchestra of Ukraine. Er dirigierte 70 Orchester weltweit in Europa, Amerika, Asien und Afrika (u. a. das Orchester des Westdeutschen Rundfunks, das Berner Symphonieorchester, das Orchester des Bayerischen Rundfunks, des Mitteldeutschen Rundfunks, des Saarländischen Rundfunks und die Münchner Philharmoniker).

## Unterricht
Als Professor für Dirigieren unterrichtet er an der Nationalen Musikakademie der Ukraine. Auch leitete er Meisterklassen in Deutschland und in der Ukraine.